# Адамов (Хмельницкая область)
Адамов (укр. Адамів) — село в Полонском районе Хмельницкой области Украины.
Население по переписи 2001 года составляло 377 человек. Почтовый индекс — 30530. Телефонный код — 3843. Занимает площадь 1,432 км².

## Местный совет
30530, Хмельницкая обл., Полонский р-н, с. Великая Березна, ул. Ленина